# Rosa 'Rumba'
Rumba® Poulrum es un cultivar de rosa que fue conseguido en Dinamarca en 1958 por el rosalista danés Poulsen.

## Descripción
Rumba® Poulrum es una rosa moderna cultivar del grupo Floribunda.
'Poulrum' es la denominación varietal de la Rumba. 
El cultivar procede del cruce de parentales semillas: 'Masquerade' polen: 'Poulsen's Bedder' × 'Floradora'.
Las formas arbustivas del cultivar tienen porte erguido y alcanza de 40 a 60 cm de alto. Las hojas son de color verde oscuro y semibrillante. Tallos con espinas.
Sus delicadas flores de color mezcla de rojos y albaricoques. Fragancia moderada a especias. Rosa de diámetro pequeño de 1.25". La flor con forma amplia, muy llena de más de 41 pétalos. En pequeños grupos, capullos altos centrados, floración en forma de copa. 
Florece en oleadas a lo largo de la temporada. Primavera o verano son las épocas de máxima floración, si se le hacen podas más tarde tiene después floraciones dispersas.

## Origen
El cultivar fue desarrollado en Dinamarca por el prolífico rosalista danés Poulsen, en 1958. Rumba® Poulrum es una rosa híbrida tetraploide con ascendentes parentales semillas: 'Masquerade' polen: 'Poulsen's Bedder' × 'Floradora'.
La rosa fue conseguida por hibridación por "Svend Poulsen" en Dinamarca antes de 1958, e introducida en el mercado danés en 1959 por Poulsen Roser A/S como Rumba® Poulrum.

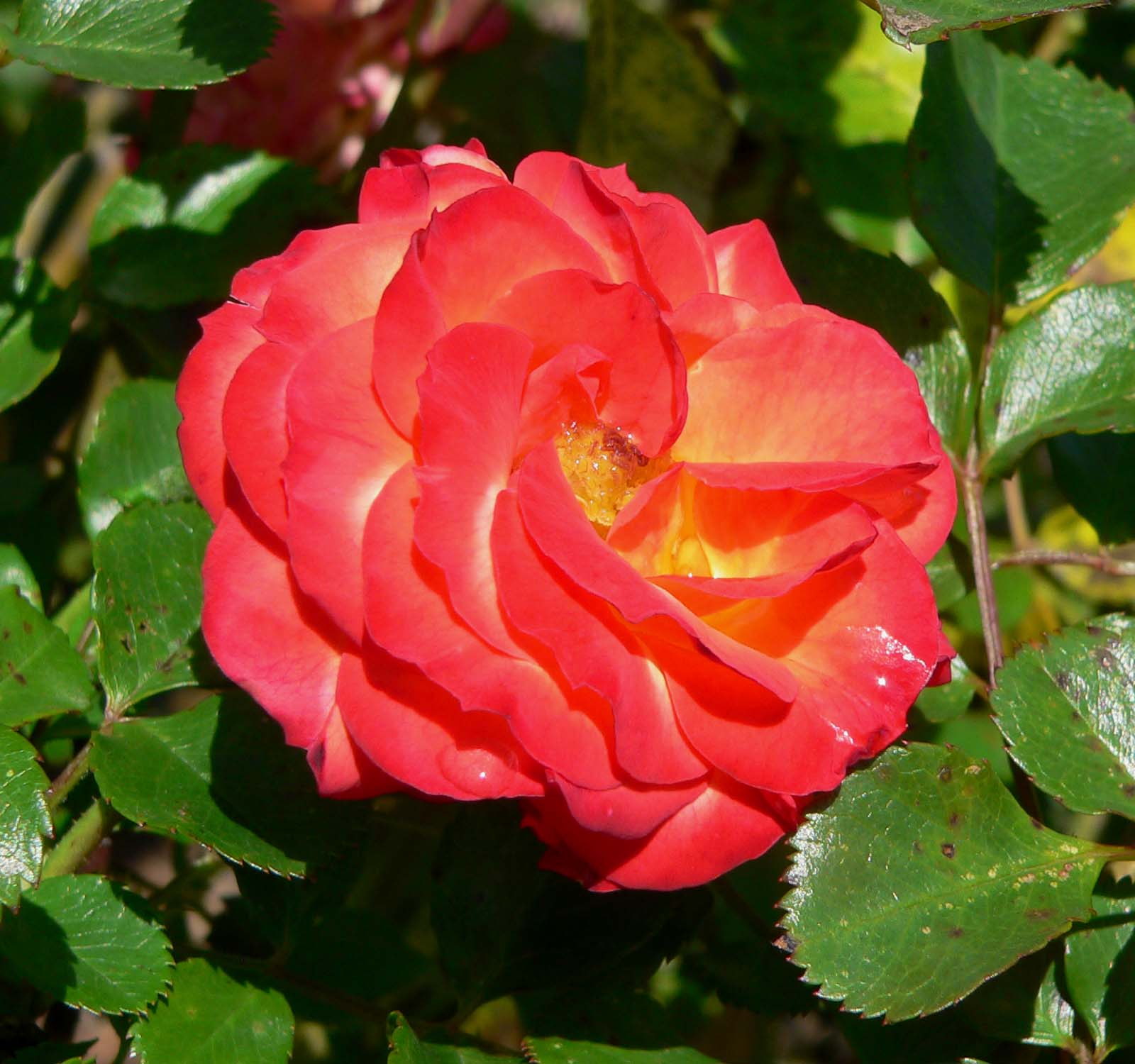
Rumba® Poulrum
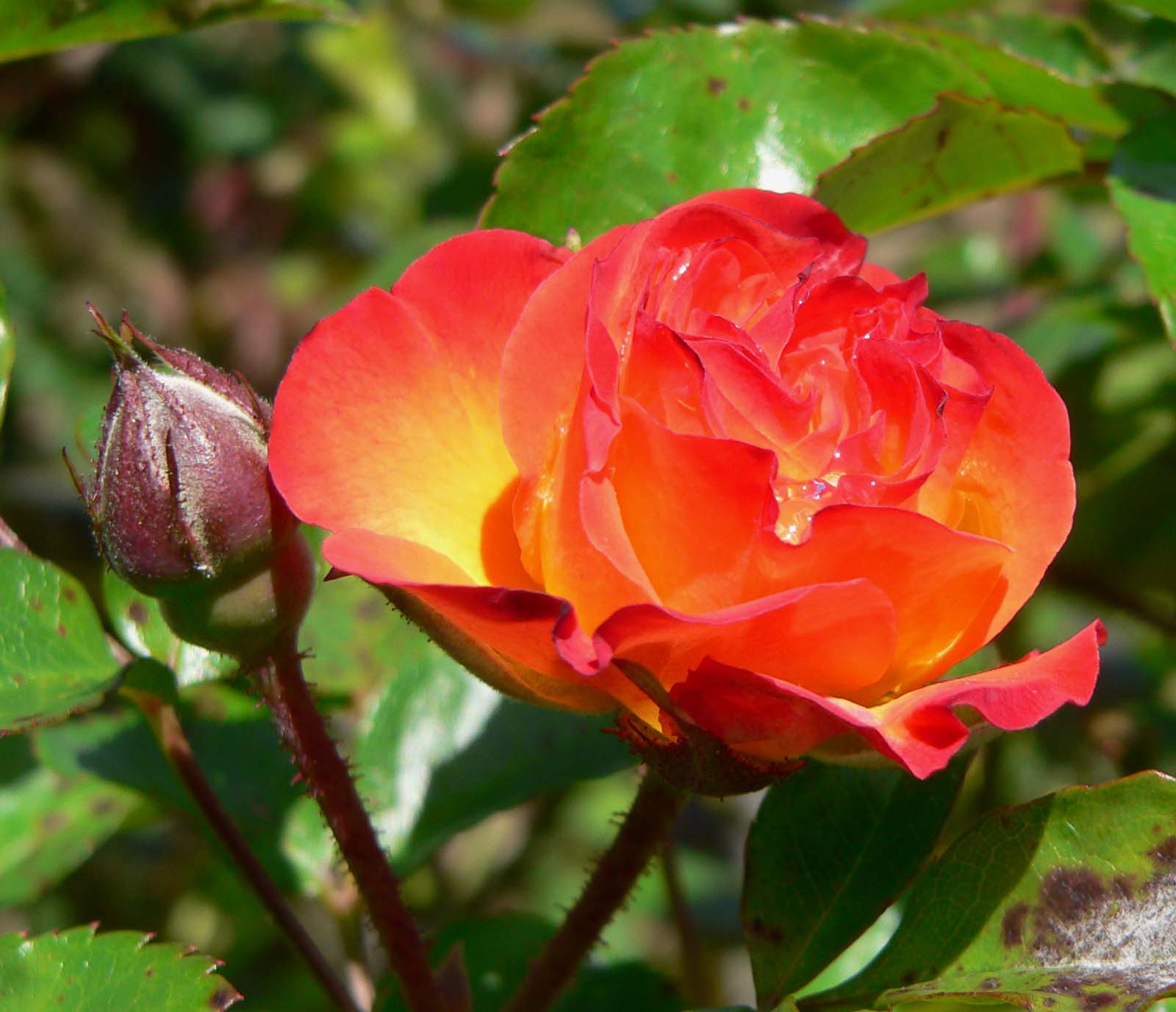
Rumba® Poulrum
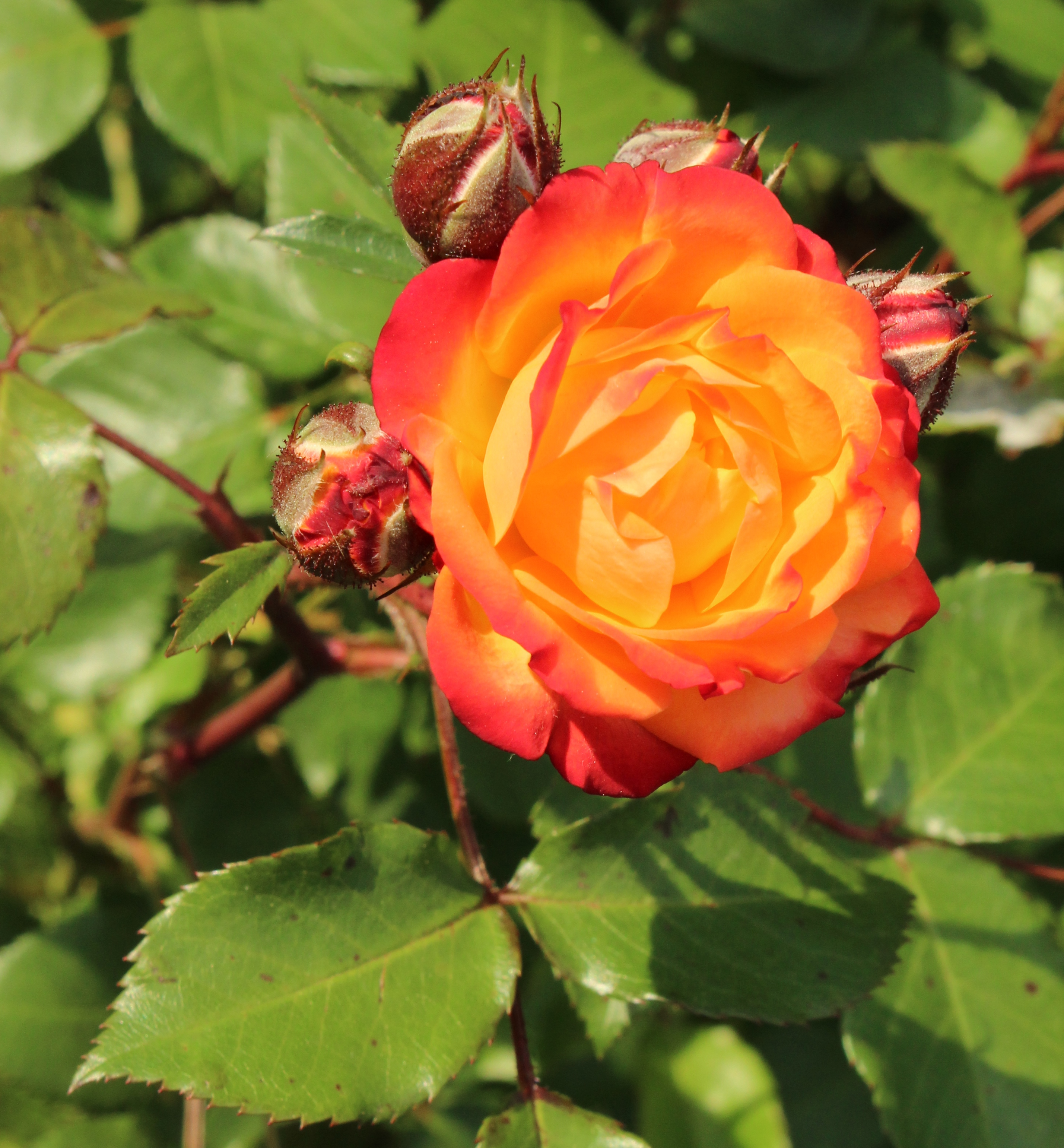
Rumba® Poulrum
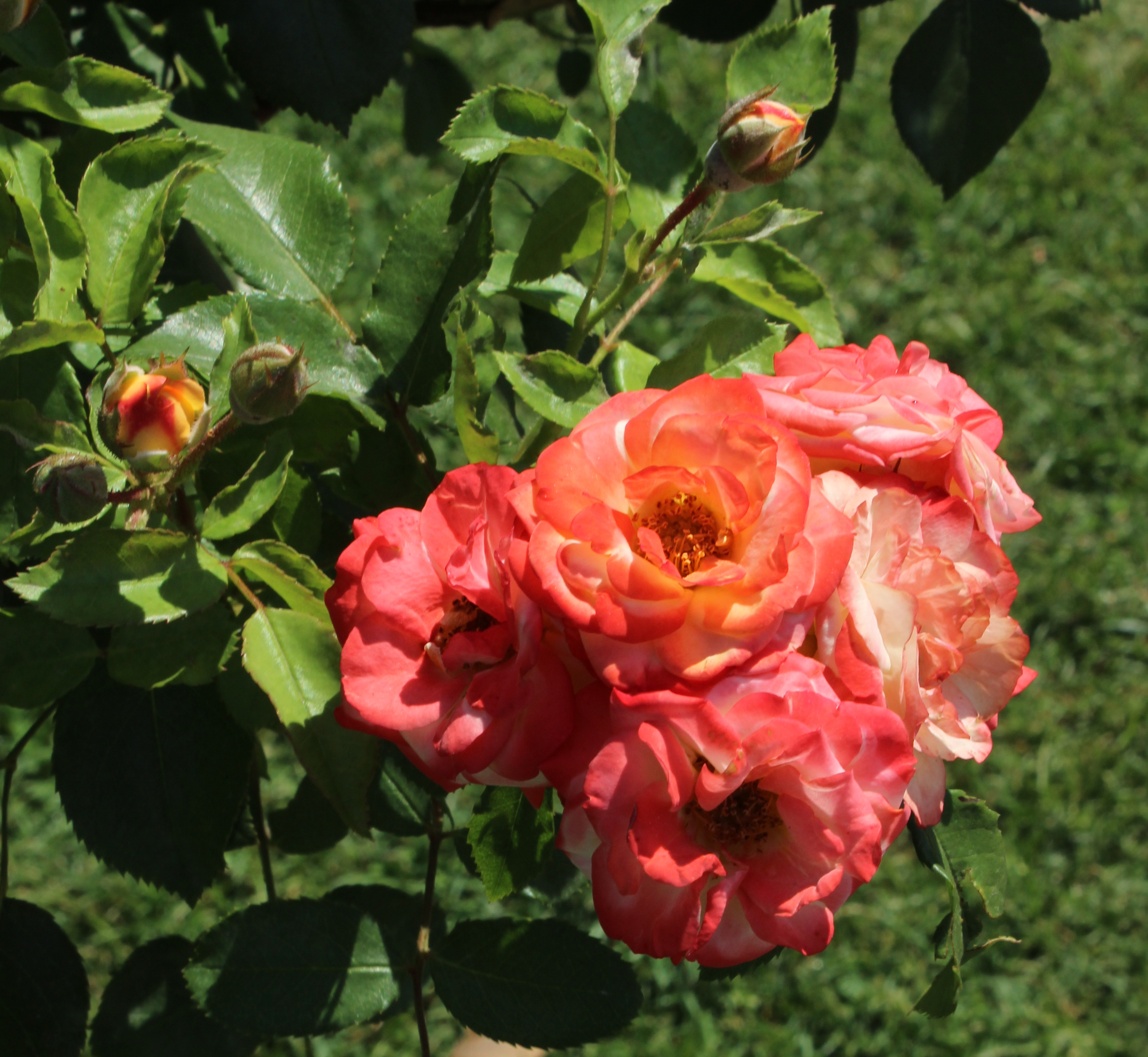
Rumba® Poulrum

## Cultivo
Aunque las plantas están generalmente libres de enfermedades, es posible que sufran de punto negro en climas más húmedos o en situaciones donde la circulación de aire es limitada.
Las plantas toleran la sombra, a pesar de que se desarrollan mejor a pleno sol. En América del Norte son capaces de ser cultivadas en USDA Hardiness Zones 6b a 9b. La resistencia y la popularidad de la variedad han visto generalizado su uso en cultivos en todo el mundo.
Puede ser utilizado para las flores cortadas, o jardín. Vigorosa. En la poda de primavera es conveniente retirar las cañas viejas y madera muerta o enferma y recortar cañas que se cruzan. En climas más cálidos, recortar las cañas que quedan en alrededor de un tercio. En las zonas más frías, probablemente hay que podar un poco más que eso. Requiere protección contra la congelación de las heladas invernales.